# Кузьменко, Денис Юрьевич
Денис Юрьевич Кузьменко (род. 1 января 1975, Электросталь, Московская область) — российский хоккеист, вратарь. Тренер.

## Биография
Воспитанник электростальского хоккея. В сезоне 1990/91 первой лиги дебютировал за местный «Кристалл», проведя одну игру. Выступал за клуб на протяжении пяти сезонов (1992/93 — 1996/97). Переход в 1997 году в ХК ЦСКА называл самой большой ошибкой в карьере, так как пропустил сезон 1998/99. Проведя сезон 1999/2000 в Суперлиге за «Кристалл», в дальнейшем в основном выступал за клубы низших лиг России. Отыграл три сезона в чемпионате Белоруссии за минский «Керамин» (2004/05 — 2005/06) и «Металлург» Жлобин (2006/07).
В России играл за клубы «Сибирь» Новосибирск (2000/01), «Химик» Воскресенск (2001/02), «Кристалл» Саратов (2002/03), «Нефтяник» Лениногорск (2002/03, 2003/04), «Воронеж» (2003/04), «Амур» Хабаровск (2005/06), «Ариада-Акпарс» Волжск (2006/07), «Титан» Клин (2007/08), «Капитан» Ступино (2007/08 — 2008/09), «Прогресс» Глазов (2009/10), «Кристалл» Электросталь (2010/11), «Владимир» (2010/11).
Серебряный призёр юниорского чемпионата Европы 1993 года. Бронзовый призёр молодёжного чемпионата мира 1994 года, серебряный призёр молодёжного чемпионата мира 1995 года.
С 2017 года — тренер по вратарям СШОР «Кристалл» Электросталь.
Сыновья Егор (род. 1999, нападающий) и Ярослав (род. 2006, вратарь) также хоккеисты.